# Fragmente der griechischen Historiker

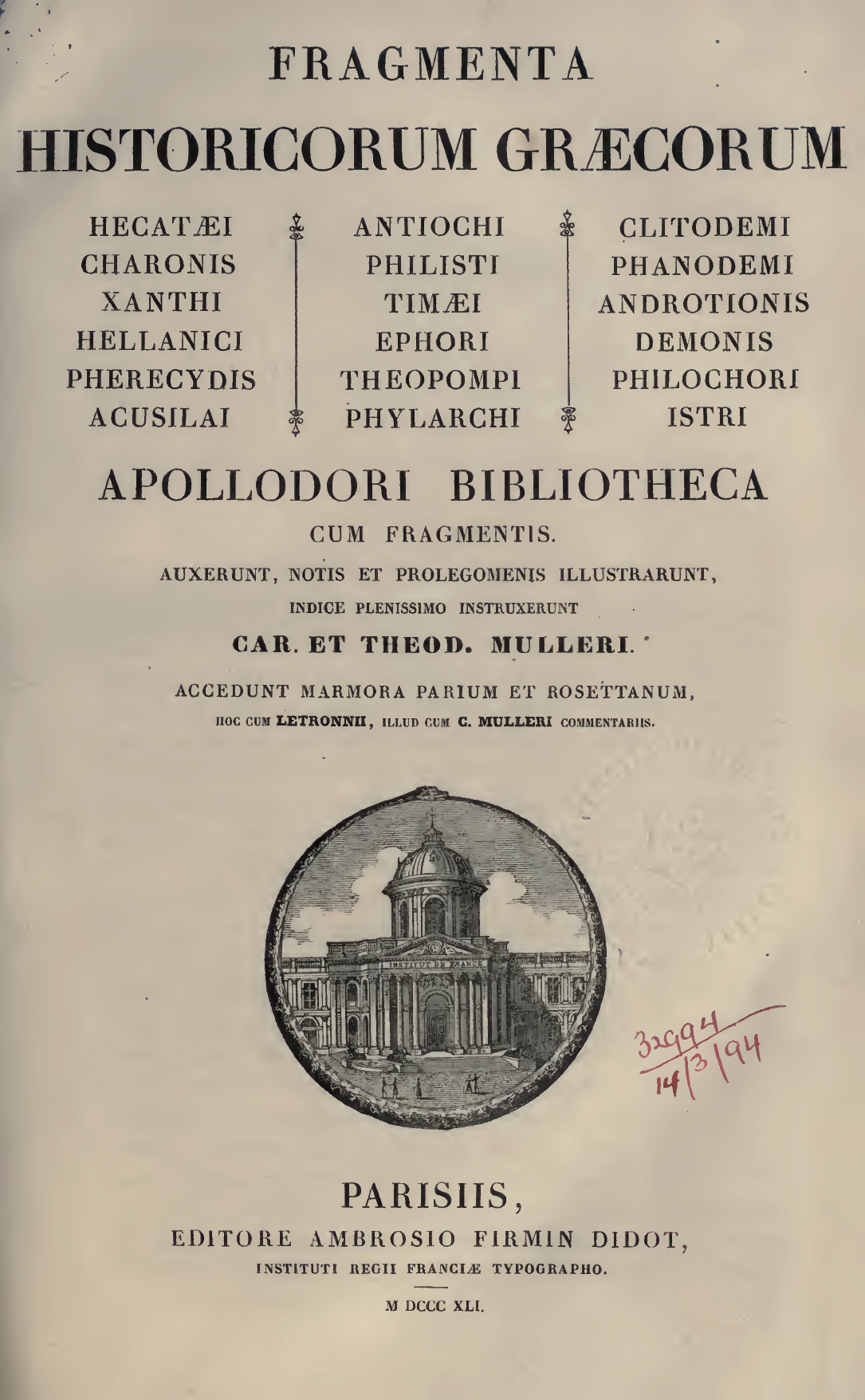
Première édition de "Fragmenta historicorum Graecorum", vol. 1.

Die Fragmente der griechischen Historiker (« Fragments d'historiens grecs »), plus connus sous l'abréviation FGrH, est une collection de fragments d'œuvres d'historiens grecs, assemblés par le philologue allemand Felix Jacoby (1876-1959) à Berlin, puis à Leyde, depuis 1923. Ils sont en grande partie fondés sur les Fragmenta historicorum graecorum, édités par Karl Müller entre 1841 et 1870.
Lorsque Jacoby entreprend les FGrH, son but est de compiler l'ensemble des traces subsistant d'historiens grecs dont les œuvres sont aujourd'hui perdues : citations, fragments retrouvés, résumés, etc. Ces fragments sont pourvus d'un apparat critique, annotés et brièvement commentés, mais aucune traduction n'est fournie.
Jacoby avait initialement prévu un plan en six parties. À sa mort, en 1959, 15 volumes sont parus mais seules trois parties sont achevées :
- auteurs 1-63 : mythographes et chroniqueurs ;
- auteurs 64-261 : historiens ;
- auteurs 262-856 : autobiographies, histoires locales et ouvrages portant sur des sujets non grecs.

La quatrième partie devait être consacrée aux biographies et à la littérature antiquaire ; la cinquième à la géographie historique. En 1991, un groupe de philologues coordonnés par Guido Schepens, de l'université catholique de Louvain, s'est attelé à la poursuite du projet ; trois volumes sont parus depuis.
Les FGrH restent une référence incontournable pour les chercheurs en histoire grecque. Ils ont également permis de révéler des sources jusque-là méconnues, comme les atthidographes.